# Амацусан-Мару
Амацусан-Мару — транспортне судно, яке під час Другої світової війни брало участь у операціях японських збройних сил на Тихому океані. Також відоме як Тенсінзан-Мару (Tenshinzan Maru).
Судно спорудили на верфі Mitsui Zosen у Тамано для компанії Mitsui Sempaku.
21 квітня 1944-го «Амацусан-Мару» вийшло з Шанхаю в межах конвойної операції Таке № 1. Судно мало на борту 3420 військовслужбовців 32-ї піхотної дивізії, яких мало доправити на філіппінський острів Мінданао. Частина суден конвою перевозила підкріплення для Нової Гвінеї, тому японський загін не обмежився Мінданао, а рушив далі до острова Хальмахера. На цьому переході на борту «Амацусан-Мару» перебувало лише дві сотні військовослужбовців.
За дві години по опівдні 6 травня 1944-го, коли японський загін наближався до протоки, що веде з моря Сулавесі до Молуккського моря, він був атакований американським підводним човном USS Gurnard, що два два триторпедні залпи. Були уражені три транспорти і серед них «Амацусан-Мару». Останнє загорілось, проте одразу не затонуло. Субмарина змогла ухилитись від потужних контратак глибинними бомбами і невдовзі біля опівночі опинилась на поверхні в районі атаки. «Амацусан-Мару» горіло, проте знаходилось на плаву. З USS Gurnard спершу обстріляли транспорт із палубної гармати, а потім випустили торпеду, яка й добила транспорт. Відомо, що разом з «Амацусан-Мару» загинуло 95 військовослужбовців.